# Juan Mujica
Juan Martín Mujica Ferreira (Casa Blanca, 22 december 1943 – Montevideo, 11 februari 2016) was een Uruguayaans voetballer en voetbaltrainer

## Biografie
Mujica begon zijn carrière in 1961 bij Rampla Juniors, een van de vele clubs uit de hoofdstad Montevideo die in de Primera División speelde. In 1966 haalde hij zijn eerste selectie voor het Uruguayaans voetbalelftal en trok hij naar het iets succesvollere Club Nacional, waar hij op zes seizoenen vier landstitels behaalde. Tijdens zijn laatste seizoen bij deze club won hij tevens de Copa Libertadores en de wereldbeker voetbal.
Na een seizoen bij het Mexicaanse Atlético Español trok hij in 1972 naar het Franse Lille OSC, die op dat moment in de Division 2 speelde. Hij dwong tijdens zijn tweede seizoen in Frankrijk promotie naar de Division 1 af, waar hij echter nooit zou spelen. In plaats daarvan werd hij verwezen naar het reserven-elftal dat in de Division 3 speelde. Het seizoen nadien ging hij aan de slag bij promovendus RC Lens, waar hij na een goed eerste seizoen ook steeds vaker bij de reserven zou spelen in de twee daaropvolgende seizoenen. Hij beëindigde zijn actieve voetbalcarrière in 1979 bij Defensor Sporting Club om nadien als trainer bij verscheidene Latijns-Amerikaanse clubs aan de slag te gaan.
Hij maakte deel uit van de Uruguayaanse selectie voor het wereldkampioenschap voetbal 1970, waar hij zes wedstrijden speelde en een doelpunt maakte. In totaal speelde hij tussen 1966 en 1970 tweeëntwintig wedstrijden voor het nationale voetbalelftal en scoorde hij twee keer.
Mujica overleed in februari 2016 op 72-jarige leeftijd.

## Erelijst
Club Nacional
- Primera División: 1966, 1969, 1970, 1971
- CONMEBOL Libertadores: 1971
- Wereldbeker voor clubteams: 1971

 Uruguay
- CONMEBOL Copa América: 1967

Als trainer
 Club Nacional
- Primera División: 1980
- CONMEBOL Libertadores: 1980
- Wereldbeker voor clubteams: 1980

 Allianza
- Primera División: 2004 Clausura